# Ocnaea trivittata
Ocnaea trivittata är en tvåvingeart som beskrevs av Aldrich 1932. Ocnaea trivittata ingår i släktet Ocnaea och familjen kulflugor.
Artens utbredningsområde är Honduras. Inga underarter finns listade i Catalogue of Life.